# Poemenesperus holdhausi
Poemenesperus holdhausi es una especie de escarabajo longicornio del género Poemenesperus, tribu Tragocephalini, subfamilia Lamiinae. Fue descrita científicamente por Itzinger en 1934.
Se distribuye por República Democrática del Congo. Mide aproximadamente 16 milímetros de longitud.